# Denkmal für Charles Mathieu

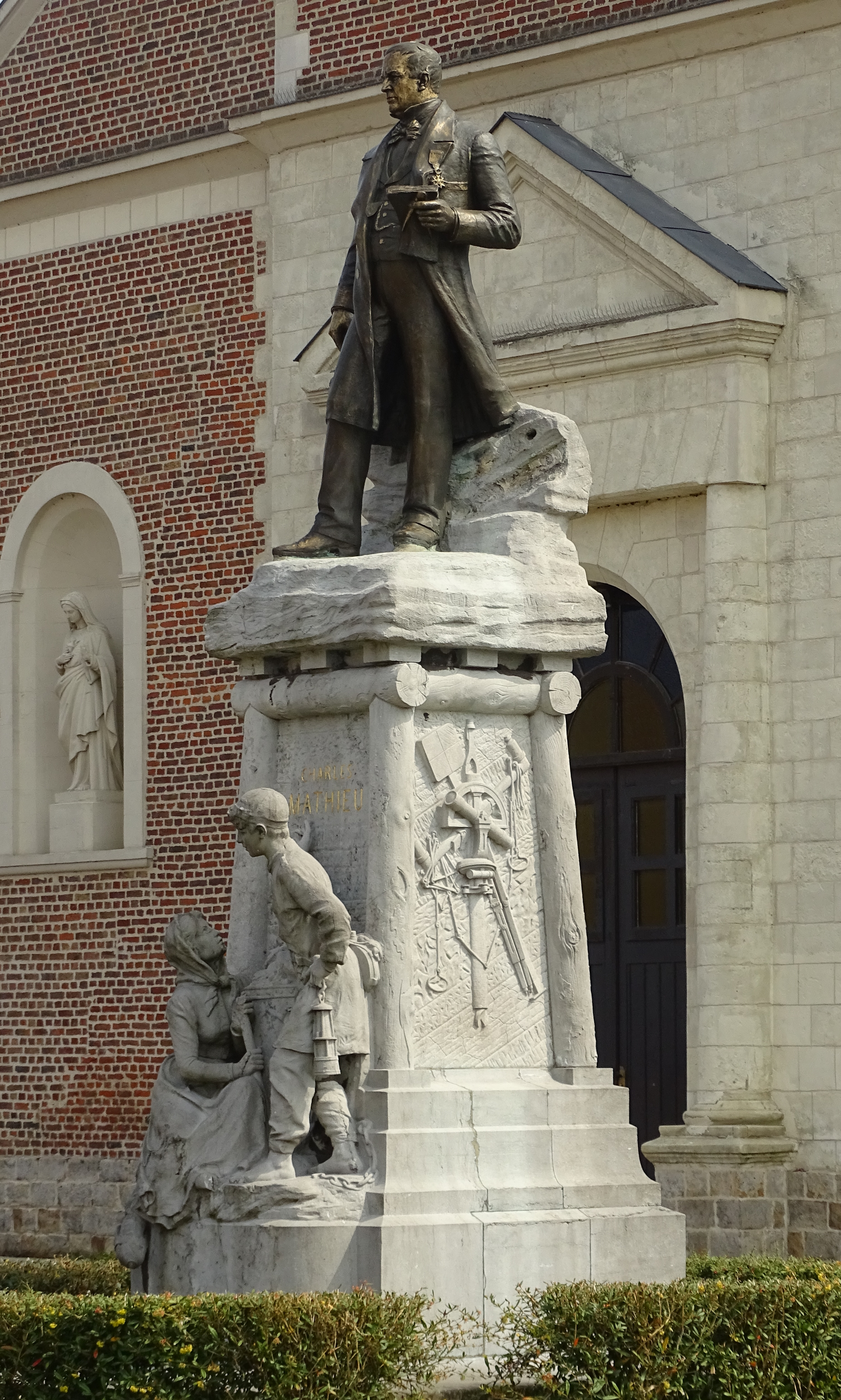
Denkmal für Charles Mathieu in Lourches

Das Denkmal für Charles Mathieu steht vor der Kirche Notre-Dame de l’Assomption in Lourches, einer französischen Gemeinde im Département Nord in der Region Hauts-de-France. Das Denkmal am Square du 8-Mai-1945 wurde im Jahr 2009 als Monument historique in die Liste der denkmalgeschützten Bauwerke (Base Mérimée) in Frankreich aufgenommen.
Charles Mathieu (* 1798 in Anzin) war ein Ingenieur, Direktor der Compagnie des mines de Douchy und Bürgermeister von Lourches. Die Compagnie besaß im Nordfranzösischen Kohlerevier (seit 2012 ein UNESCO-Welterbe) umfangreiche Anlagen und zehntausende Beschäftigte.
Das Denkmal wurde im Auftrag der Compagnie des mines de Douchy nach Plänen des Architekten Constant Moyaux von dem Bildhauer Corneille-Henri Theunissen ausgeführt und 1901 der Gemeinde geschenkt. 
Auf einem hohen Steinsockel steht die lebensgroße Bronzefigur von Charles Mathieu, der in der linken Hand Pläne hält. Die Wände des Sockels, die in Form eines Stollens ausgeführt sind, zeigen Werkzeuge der Minenarbeiter. Davor stehen die Figuren zweier jungen Minenarbeiter, ein Mann mit Grubenlampe und eine kniende Frau mit Werkzeug in den Händen. 

Die Inschrift lautet: 

„Charles Mathieu. Chevalier de la Légion d’Honneur, né à Anzin en 1798, maire de Lourches, fondateur des mines de Douchy en 1832, des mines de Courrières en 1849, creusé le premier puits du bassin du Pas-de-Calais et rend hommage au zèle des mineurs Daubresse, Bia, Pelabon, Bertiaux, P.j. Bertiaux, A. Ledent, Stievenard, C. Blaise, E. Trognon, L. Blanchard, C. Héraut, Brunet, L. Degand, Cl. Botte, Ct. Botte, Delaporte, Delporte.“

 (Übersetzung: Charles Mathieu, Ritter der Ehrenlegion, wurde 1798 in Anzin geboren und war Bürgermeister von Lourches. Er gründete 1832 die Minengesellschaft von Douchy und 1849 die Minengesellschaft von Courrières, die im Bassin des Pas-de-Calais die ersten Kohleminen ausbeuteten. Das Denkmal soll auch den Minenarbeitern [...] Ehre erweisen.)

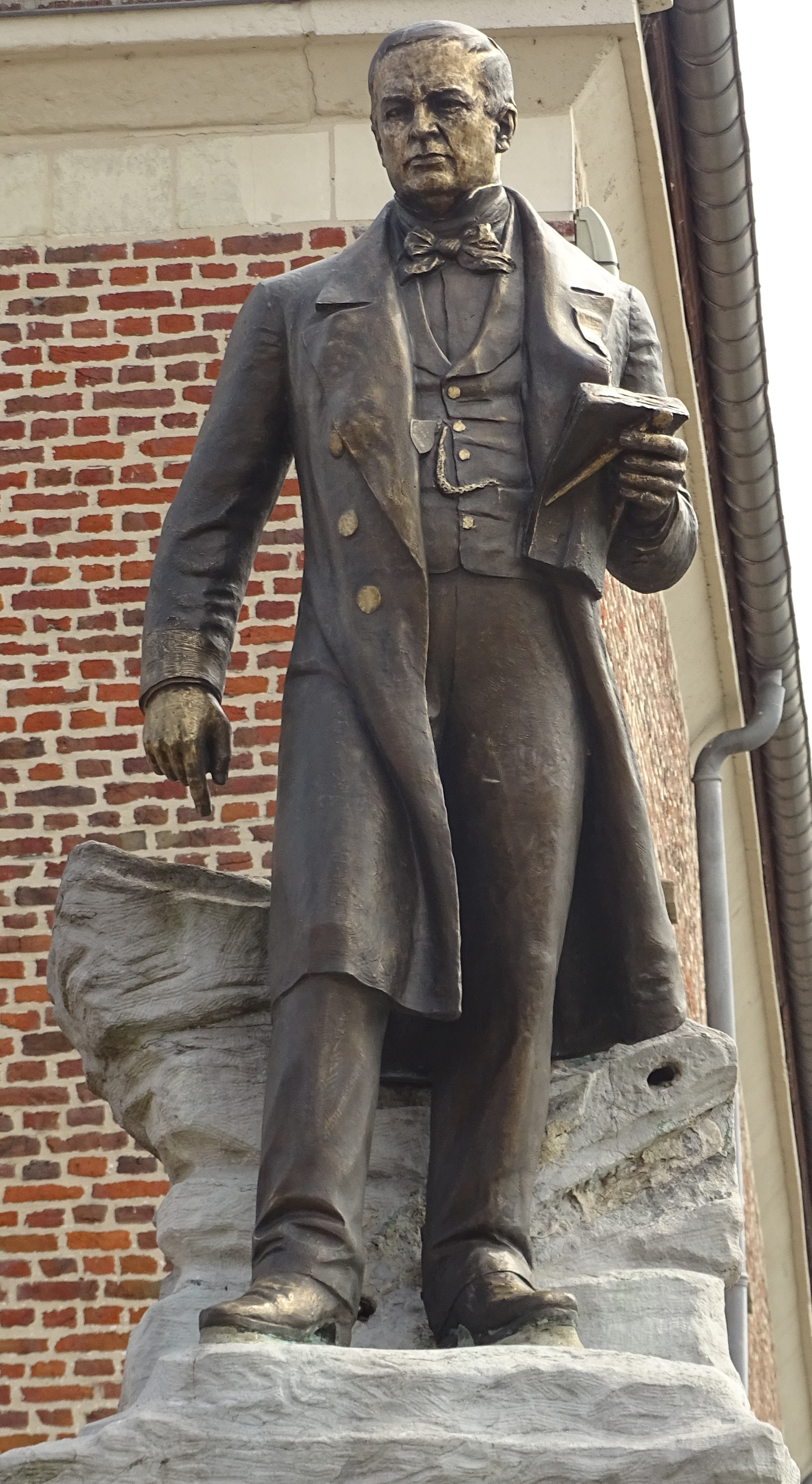
Bronzestatue von Charles Mathieu.
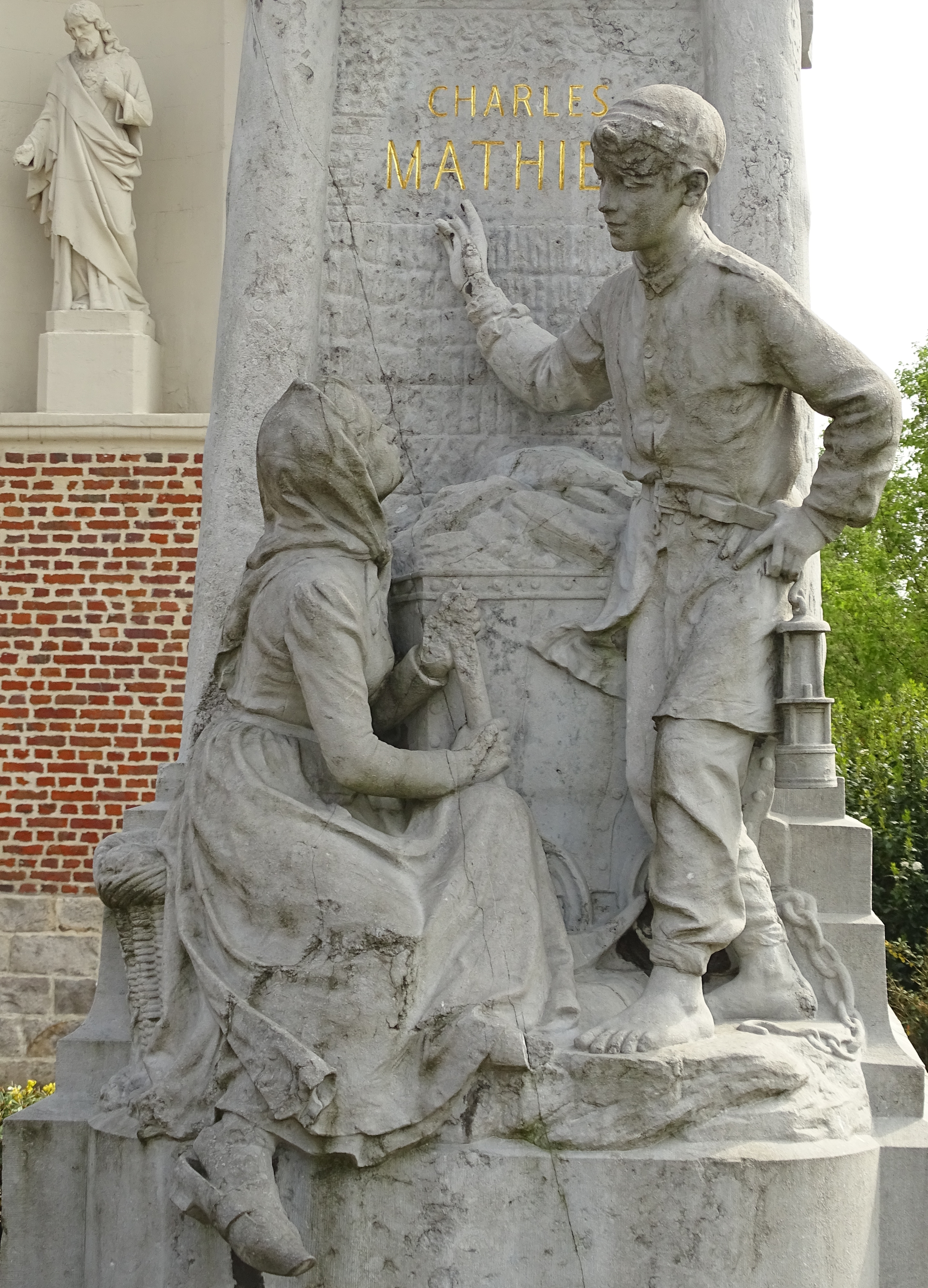
Zwei junge Minenarbeiter
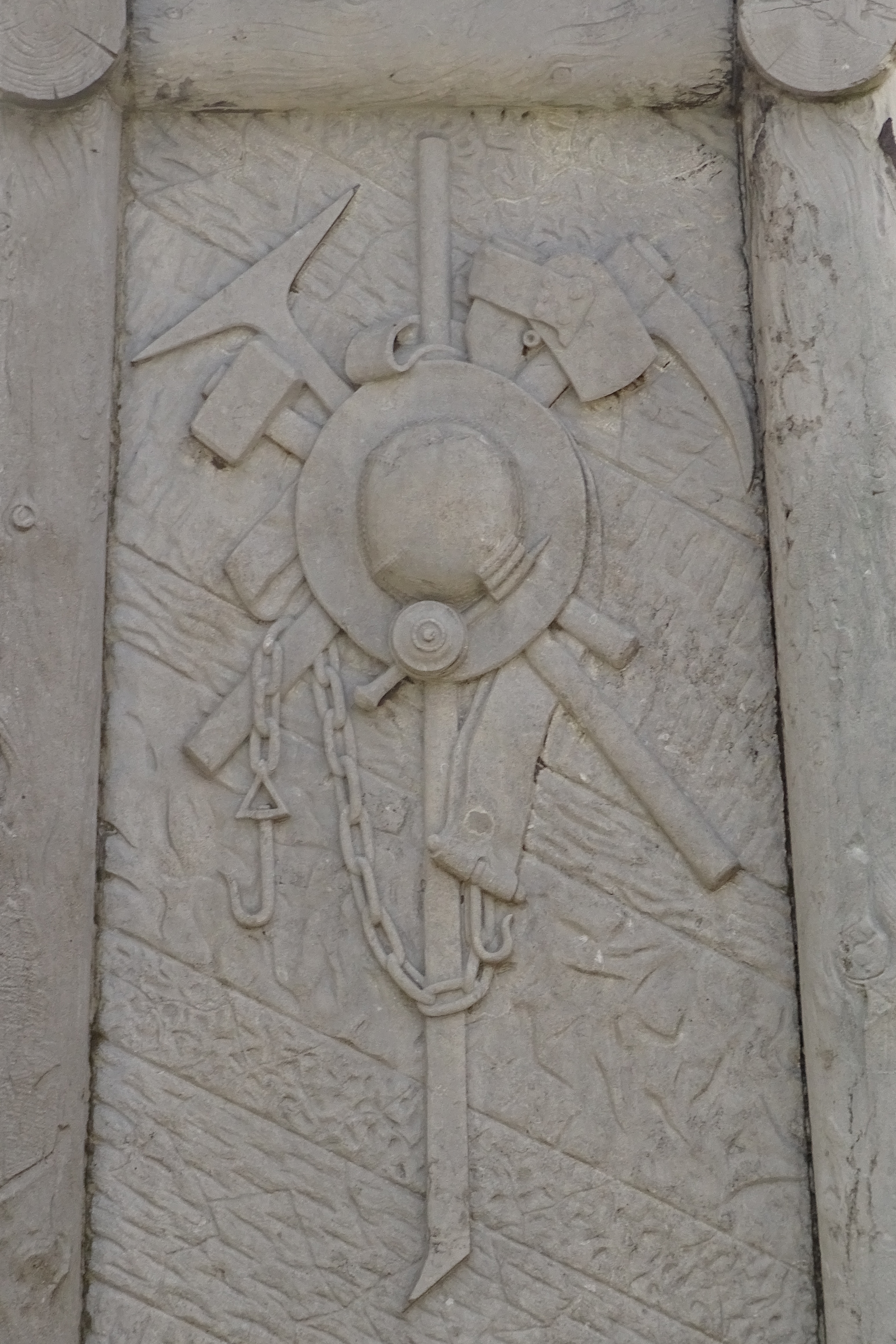
Werkzeuge der Minenarbeiter
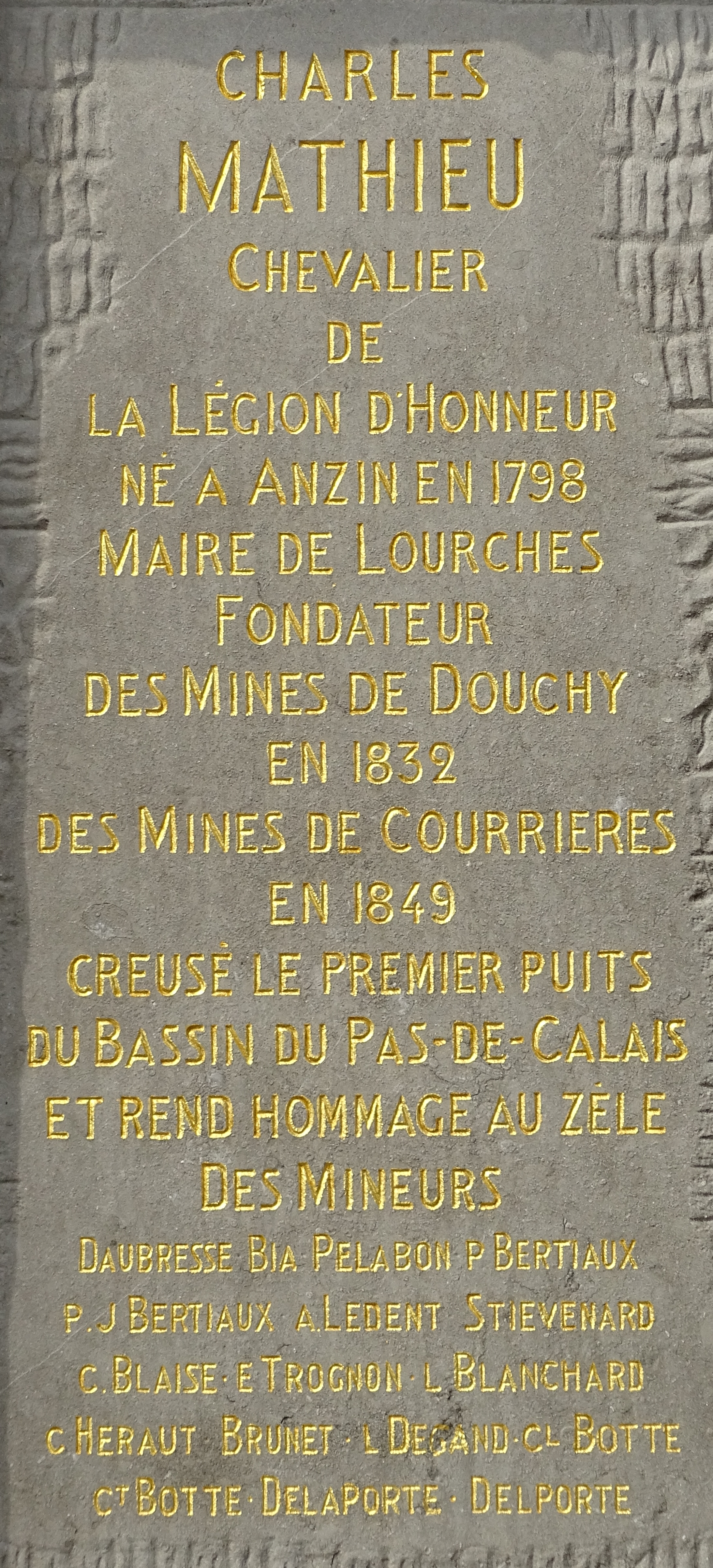
Inschrift zum Gedenken an Charles Mathieu und 17 Minenarbeiter
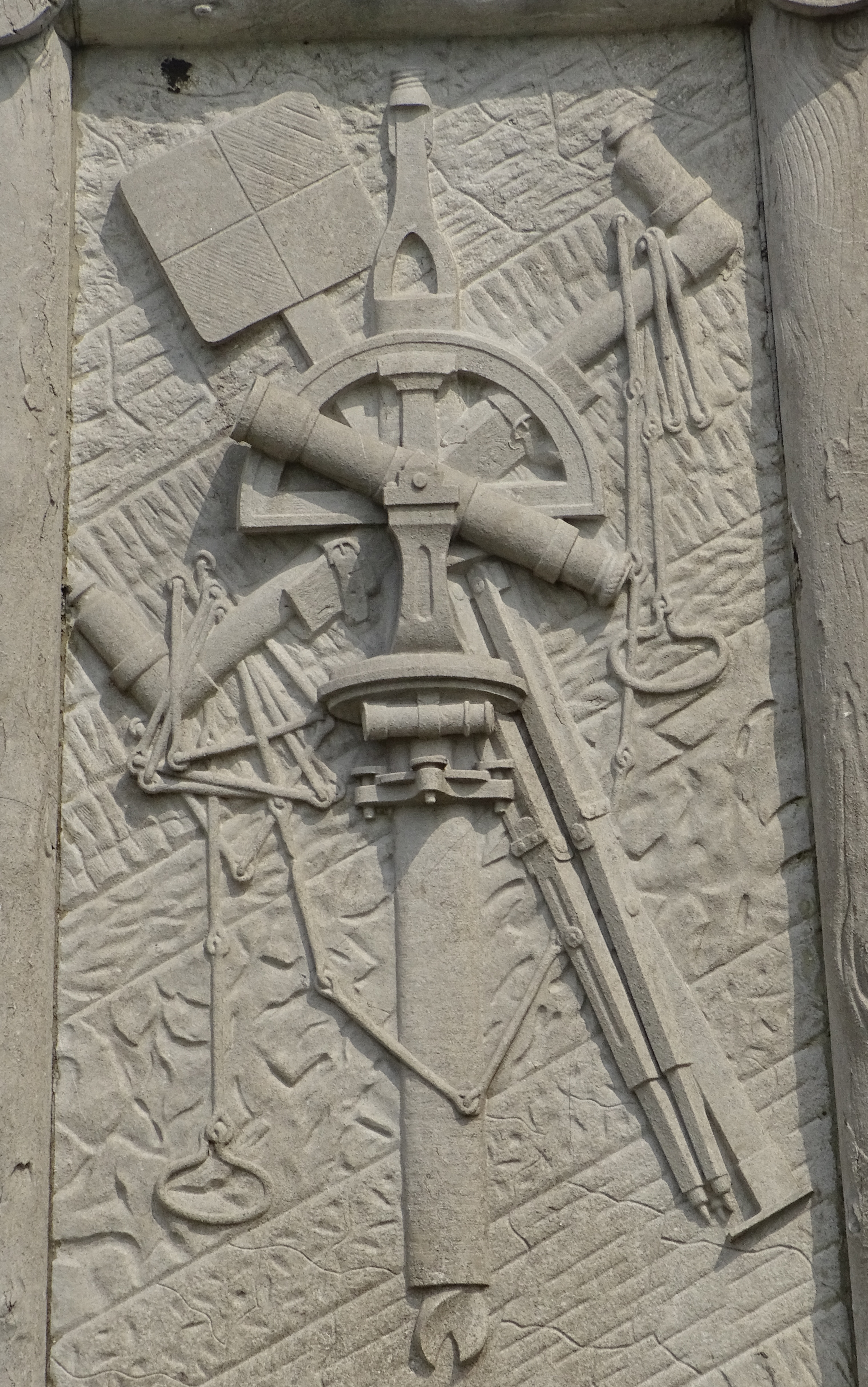
Werkzeuge eines Geodäten